# Oskar Schwerk
Ernst Erich Oskar Richard (Hünern,16 juli 1869 - 14 november 1950) was een Duitse officier en SS-Obergruppenführer (luitenant-generaal) tijdens de Tweede Wereldoorlog.

## Leven
Hij was de zoon van een pastoor, en ging op school naar het Elisabet-Gymnasium in Breslau. Op 15 oktober 1887 trad hij als Fahnenjunker (aspirant-officier) in in het 3. Niederschlesische Infanterie-Regiment Nr. 50 van het Pruisische leger in Rawitsch. Hij werd op 15 januari 1889 tot Sekondeleutnant bevorderd. Na zijn bevordering tot Premierleutnant op 27 januari 1886, werd hij twee maanden later tot regimentsadjudant benoemd. Schwerk werd op 1 april 1897 samen met het 5. Niederschlesische Infanterie-Regiment Nr. 154 verplaatst naar Jauer. Aansluitend was hij van 1 oktober 1898 tot 18 september 1901 als adjudant bij het Bezirks-Kommando werkzaam. In dezelfde functie was hij ook bij de 31. Infanterie-Brigade van de 16. Division in Trier werkzaam. Op 12 september 1902 werd hij tot Hauptmann bevorderd. Als zodanig, volgde op 27 januari 1905, zijn benoeming tot compagniescommandant in het Infanterie-Regiment „Herwarth von Bittenfeld“ (1. Westfälisches) Nr. 13 in Münster. Gelijktijdig met zijn bevordering tot Major, werd Schwerk op 21 februari 1911 tot adjudant bij het 2. Division in Insterburg benoemd. Deze functie vervulde hij voor drie jaar, en werd op 22 maart 1914 tot commandant van het 3e bataljon van het 3. Oberschlesischen Infanterie-Regiments Nr. 62 in Ratibor benoemd.

### Eerste Wereldoorlog
Na het uitbreken van de Eerste Wereldoorlog vocht hij in Frankrijk, bij Neufchâteau, aan de Maas. Hij vocht ook tijdens de slagen om Varennes en Vaubecourt-Fleury. Aansluitend hierop nam hij deel aan de terugtrekkingsgevechten, en was in oktober bij Reims ingezet. Op 12 november 1914 werd Schwerk tot commandant van het 4. Niederschlesischen Infanterie-Regiments Nr. 51 benoemd. Tijdens de verdere verloop van de oorlog vocht het regiment samen met het 11e Divisie in het winteroffensief in de Campagne. In juni/juli in gevechten bij Artesië en in september/oktober 1915 in de Derde Slag om Artesië. Dit werd gevolgd door de loopgravenoorlog westelijk van Péronne en in januari/februari 1916 vocht hij bij Frise. Tussentijds was Schwerk tot Oberstleutnant bevorderd. In de zomer en herfst nam Schwerk met zijn regiment deel aan de slag aan de Somme, en kon in zijn district meerdere aanvallen afslaan. Voor deze prestaties werd hij op 21 september 1916 met de hoogste Pruisische dapperheidsonderscheiding de Pour le Mérite onderscheiden.
In het voorjaar van 1917 nam Schwerk met zijn regiment deel aan zware verdedigingsgevechten in het district Saint-Laurent-Blangy lez Mosslaines. Tijdens de slag bij Arras werd zijn frontsecties door een overmacht aan Engelsen overlopen. Hierop trok Schwerk zich met zijn staf naar de 3e stelling terug, en leidde vanuit daar de verdediging tegen de oprukkende de vijandelijke infanterie die beschut door tanks, een doorbraakpoging probeerde te forceren. Schwerk wist dit te voorkomen. Schwerk werd hierbij zwaar gewond door een granaat, en moest hierdoor zijn linkerbeen laten amputeren. Voor deze persoonlijke inzet werd hij als eerste regimentscommandant op 2 mei 1917 met het Eikenloof bij zijn Pour le Mérite onderscheiden.
Na zijn genezing was hij niet meer in staat om velddienst te doen en werd hij op 18 januari 1918 tot inspecteur van de militaire gevangenissen benoemd. Op 15 juli 1918 werd hij tot Oberst bevorderd. Midden september 1918 volgde zijn benoeming tot stadscommandant van Berlijn.

### Interbellum
Na de val van de monarchie en het uitroepen van een democratische republiek, gaf Schwerk op 9 november 1918 zijn post aan zijn opvolger Otto Wels over. Hij werkte nog tot kerstavond onder zijn commando. Aansluitend werd hij naar Breslau overgeplaatst, en tot inspecteur in de landweer-inspectie benoemd. In deze functie organiseerde hij de Sicherheitspolizei in de Silezische hoofdstad, deze functie vervulde hij tot zijn pensionering uit de actieve dienst op 31 januari 1920.
Na zijn afscheid van zijn actieve loopbaan, was Schwerk de 1ste voorzitter van de officiersvereniging van de toenmalige leden van het 4. Niederschlesischen Infanterie-Regiments Nr. 51. Hij was ook leider van de provinciale soldatenbond voor Silezië. Als zodanig was hij ook leider van de SA-Reserve II in Silezië.
Na de overname van de macht door de nationaalsocialisten, werd Schwerk lid van de NSDAP, hij werd tevens lid van de SS, waar hij sinds 16 juli 1944 de rang van een SS-Obergruppenführer bekleedde. In de tijd van het nationaalsocialisme was hij Landesführer (nationaal leider) zuidoost voor de NS-Reichskriegerbundes (nationaalsocialistische soldatenbond). Vanwege de zogenaamde Tannenbergdag kreeg Schwerk op 27 augustus 1939 het Charakter (eretitel) van een Generalmajor.
Over het verdere verloop van zijn leven en carrière is niks bekend. Op 14 november 1950 overleed Schwerk.

## Carrière
Schwerk bekleedde verschillende rangen in zowel de Deutsche Heer als Allgemeine-SS. De volgende tabel laat zien dat de bevorderingen niet synchroon liepen.
| Datums                                         | Deutsche Heer                    | Sturmabteilung          | Allgemeine-SS        | Heer                                                     |
| ---------------------------------------------- | -------------------------------- | ----------------------- | -------------------- | -------------------------------------------------------- |
| 15 oktober 1887                                | Fahnenjunker (aspirant-officier) | —                       | —                    | —                                                        |
| 16 mei 1888                                    | Portepeefähnrich                 | —                       | —                    | —                                                        |
| 15 januari 1889                                | Sekondeleutnant                  | —                       | —                    | —                                                        |
| 27 januari 1886 (met RDA van 1 september 1896) | Premierleutnant                  | —                       | —                    | —                                                        |
| 1 januari 1899                                 | Oberleutnant                     | —                       | —                    | —                                                        |
| 12 september 1902                              | Hauptmann                        | —                       | —                    | —                                                        |
| 21 februari 1911                               | Major                            | —                       | —                    | —                                                        |
| 27 januari 1916                                | Oberstleutnant                   | —                       | —                    | —                                                        |
| 15 juli 1918                                   | Oberst                           | —                       | —                    | —                                                        |
|                                                | —                                | Ere-SA-Standartenführer | —                    | —                                                        |
| 13 september 1936                              | —                                | —                       | SS-Mann              | —                                                        |
| 13 september 1936                              | —                                | —                       | SS-Standartenführer  | —                                                        |
| 20 april 1937                                  | —                                | —                       | SS-Oberführer        | —                                                        |
| 20 april 1939                                  | —                                | —                       | SS-Brigadeführer     | —                                                        |
| 27 augustus 1939                               | —                                | —                       | —                    | Charakter als Generalmajor a.D. (Tannenberg bevordering) |
| 9 november 1942                                | —                                | —                       | SS-Gruppenführer     | —                                                        |
| 16 juli 1944 - 1 september 1944                | —                                | —                       | SS-Obergruppenführer | —                                                        |

## Lidmaatschapsnummers
- NSDAP-nr.: 5 420 196[1][8] (lid geworden 1 mei 1937)[1][3]
- SS-nr.: 276 825[1][8][3]

## Onderscheidingen
Selectie:
- Pour le Mérite[8] op 21 september 1916[1][9][3][10][5]
  - Eikenloof op 2 mei 1917[1][3][5]
- IJzeren Kruis 1914, 1e Klasse en 2e Klasse[1][8]
- Gewondeninsigne 1918 in zilver[1][8]
- Ehrendegen des Reichsführers-SS[8][4] op 22 april 1937
- SS-Ehrenring[8][4]
- Erekruis voor Frontstrijders in de Wereldoorlog[1][8][4]
- Dienstonderscheiding van Leger en Marine, 2e Klasse (25 dienstjaren)[1]
- Kruis voor Oorlogsverdienste, 2e Klasse[1]
- Herhalingsgesp bij IJzeren Kruis 1939, 1e Klasse[1]
- Centenarmedaille[1]